# Jack Blades
Jack Blades (24 de abril de 1954, Palm Desert, California) es un músico estadounidense, reconocido por su trabajo en las bandas Rubicon, Night Ranger, Shaw/Blades y Damn Yankees.

## Carrera
Tras su paso por la agrupación Rubicon, Blades conoció al tecladista Alan Fitzgerald, con el que formó la agrupación Ranger. Dos años más tarde cambiarían su nombre a Night Ranger, logrando gran éxito a mediados de la década de 1980, especialmente con la canción "Sister Christian".
A comienzos de la década de 1990 formó el supergrupo Damn Yankees con Ted Nugent, Michael Cartellone y Tommy Shaw. Aunque tuvieron algunos éxitos, la banda se separó poco tiempo después, llegando a grabar solamente dos álbumes de estudio. En 1995, Blades formó un dúo con Tommy Shaw, denominado Shaw/Blades, con el que publicó dos discos.
A partir de entonces ha grabado para una variedad de artistas y bandas, además de publicar dos discos en calidad de solista: Jack Blades de 2004 y Rock N' Roll Ride de 2012. También realizó una aparición en el álbum Dr. Feelgood de la banda Mötley Crüe.
En los años 1990, escribió cuatro canciones de Aerosmith junto a Steven Tyler, Joe Perry y Tommy Shaw: "Shut Up and Dance" (1993), "Can't Stop Messin'" (1993), "Walk on Water" (1994), y "What Kind of Love Are You On" (1998).

## Discografía

### Solista
- Jack Blades (2004)
- Rock 'N Roll Ride (2012)

### Rubicon
- Rubicon (1978)
- America Dreams (1979)

### Night Ranger
- Dawn Patrol (1982)
- Midnight Madness (1983)
- Seven Wishes (1985)
- Big Life (1987)
- Man in Motion (1988)
- Neverland (1997)
- Seven (1998)
- Hole in the Sun (2007)
- Somewhere in California (2011)
- High Road (2014)
- Don't Let Up (2017)

### Damn Yankees
- Damn Yankees (1990)
- Don't Tread (1992)

### Shaw–Blades
- Hallucination (1995)
- Influence (2007)

### Tak Matsumoto Group
- TMG I (2004)

### Revolution Saints
- Revolution Saints (2015)
- Light in the Dark (2017)
- Rise (2020)

### Como invitado
- California Jam II
- A Classic Rock Christmas
- Bat Head Soup: A Tribute to Ozzy
- Teachers
- Sixteen Candles
- Out of Bounds
- The Secret of My Success
- Nowhere to Run
- Nothing But Trouble
- Tommy Boy
- Ultraman